# Carlo Borromeo del Liechtenstein
Carlo Borromeo Michele Giuseppe del Liechtenstein, noto anche con il nome tedesco di Karl Borromäus von Liechtenstein (Vienna, 20 settembre 1730 – Vienna, 21 febbraio 1789), è stato un generale austriaco.
Fu Feldmaresciallo dell'esercito imperiale.

## Biografia

### Infanzia
Carlo era il figlio secondogenito del principe ereditario Emanuele del Liechtenstein (1700-1771) e di sua moglie, la principessa Antonia di Dietrichstein-Weichselstädt (1707-1777). Suo fratello era il principe sovrano Francesco Giuseppe I del Liechtenstein.

### Carriera militare
Sin da giovane intraprese la carriera militare unendosi all'esercito imperiale nel corpo di cavalleria. Prestò servizio nei Paesi Bassi nel 1747 nell'ambito della guerra di successione austriaca. Ebbe modo di distinguersi nuovamente sul campo nella guerra dei sette anni. Nel 1757 venne nominato colonnello dopo essere stato gravemente ferito nella battaglia di Reichenberg. Tornato sul campo di battaglia, prese parte alla conquista di Schweidnitz e fu uno dei primi a penetrare in città. Come premio per la sua condotta irreprensibile e per il valore dimostrato venne inviato a Vienna ad annunciare la vittoria della battaglia all'imperatrice Maria Teresa d'Austria, la quale lo ricompensò con la concessione dell'Ordine del Toson d'oro. In quello stesso anno divenne anche proprietario del 1º reggimento dragoni e comandante militare della città di Vienna.

### Feldmaresciallo
Nel 1758 venne nominato feldmaresciallo luogotenente e nel 1760 raggiunse il grado di feldmaresciallo. Nel 1765 venne nominato ispettore generale della cavalleria dell'esercito imperiale. Nel 1771 fu comandante generale di Pressburg e nel 1775 divenne comandante generale in Bassa Austria.
Durante la guerra di successione bavarese nel 1778/79 ottenne la promozione a generale di cavalleria, con al comando un'armata di 28.000 cavalieri, con i quali bloccò l'ingresso dei suoi avversari sul campo in Baviera. Si unì in seguito con le sue forze a quelle del maresciallo von Laudon.

### Matrimonio

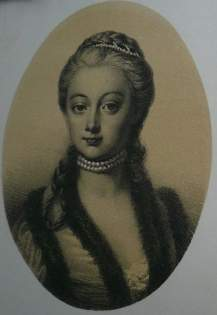
La principessa Eleonora di Öttingen-Spielberg.

Carlo Borromeo del Liechtenstein sposò nel 1761 la principessa Maria Eleonora di Öttingen-Spielberg (1745-1812), la quale fu pure una confidente di Giuseppe II. Il matrimonio della coppia andò a costituire la cosiddetta "linea carolina" della casata dei principi del Liechtenstein che da lui appunto prende il nome.

### Ultimi anni e morte
Il principe fu uno dei più stretti confidenti di Giuseppe II d'Asburgo-Lorena e lo sostenne in molte delle sue scelte politiche. Nel 1788, durante la guerra contro i turchi, ottenne il comando di un corpo di 36.000 uomini in Croazia. Venne coinvolto nell'assedio di Dubitza, dove gli imperiali non riuscirono ad avere la meglio a causa dei rinforzi ottenuti dagli avversari. A causa dell'irrequietezza del suo carattere e del continuo impegno lavorativo, gravemente malato, cercò guarigione nella città termale di Petrinja, dove però le sue condizioni peggiorarono. Ritornato a Vienna, morì pochi mesi dopo.
Affiliato alla massoneria, membro della loggia viennese Zum heiligen Joseph, il principe fu Protettore dell'Ordine dei Fratelli di San Giovanni l'Evangelista d'Asia in Europa, un'Obbedienza massonica tedesca fondata nel 1782 dopo il Convento di Wilhelmsbad da Hans Heinrich von Ecker und Eckhoffen e da suo fratello Hans Karl von Ecker und Eckhoffen.

## Discendenza
Carlo Borromeo del Liechtenstein e la principessa Eleonora di Öttingen-Spielberg ebbero:
- Maria Giuseppa (1763-1833), sposò nel 1782 il conte Johann Nepomuk Ernst Harrach zu Rohrau und Thannhausen (1756-1829); senza eredi
- Carlo Giuseppe Emanuele (1765-1795), sposò nel 1789 la contessa Marianne Josepha von Khevenhüller-Metsch
- Giuseppe Venceslao (1767-1842), canonico a Colonia e Salisburgo poi maggiore generale dell'esercito imperiale
- Gaspare Melchiorre (1770-1773), sposò nel 1806 la principessa Marie Leopoldine Esterházy von Galántha
- Maurizio Giuseppe Giovanni (1775-1819), generale dell'esercito imperiale
- Francesco Luigi Crispino (1776-1794), militare, morto in battaglia a Bruxelles
- Luigi Gonzaga Giuseppe (1780-1833), generale dell'esercito imperiale, celibe

## Ascendenza
|                                           |                                             |                                                   | Genitori                                              |  |  | Nonni |  |  | Bisnonni                       |  |  | Trisnonni                  |  |
|                                           |                                             |                                                   |                                                       |  |  |       |  |  | Hartmann III del Liechtenstein |  |  | Gundakar del Liechtenstein |  |
|                                           |                                             |                                                   |                                                       |  |  |       |  |  | Hartmann III del Liechtenstein |  |  | Gundakar del Liechtenstein |  |
|                                           |                                             | Agnese della Frisia orientale                     |                                                       |  |  |       |  |  | Hartmann III del Liechtenstein |  |  |                            |  |
| Filippo Erasmo del Liechtenstein          |                                             |                                                   |                                                       |  |  |       |  |  | Hartmann III del Liechtenstein |  |  |                            |  |
|                                           |                                             | Sidonia Elisabetta di Salm-Reifferscheidt         | Ernesto Federico di Salm-Reifferscheidt               |  |  |       |  |  |                                |  |  |                            |  |
|                                           |                                             | Sidonia Elisabetta di Salm-Reifferscheidt         | Ernesto Federico di Salm-Reifferscheidt               |  |  |       |  |  |                                |  |  |                            |  |
|                                           |                                             | Sidonia Elisabetta di Salm-Reifferscheidt         | Maria Ursula di Leiningen-Dagsburg-Falkenburg         |  |  |       |  |  |                                |  |  |                            |  |
| Emanuele del Liechtenstein                |                                             | Sidonia Elisabetta di Salm-Reifferscheidt         |                                                       |  |  |       |  |  |                                |  |  |                            |  |
|                                           |                                             | Ferdinando Carlo di Löwenstein-Wertheim-Rochefort | Giovanni Teodoro di Löwenstein-Wertheim-Rochefort     |  |  |       |  |  |                                |  |  |                            |  |
|                                           |                                             | Ferdinando Carlo di Löwenstein-Wertheim-Rochefort | Giovanni Teodoro di Löwenstein-Wertheim-Rochefort     |  |  |       |  |  |                                |  |  |                            |  |
|                                           |                                             | Ferdinando Carlo di Löwenstein-Wertheim-Rochefort | Giuseppina de La Marck                                |  |  |       |  |  |                                |  |  |                            |  |
| Cristina di Löwenstein-Wertheim-Rochefort |                                             | Ferdinando Carlo di Löwenstein-Wertheim-Rochefort |                                                       |  |  |       |  |  |                                |  |  |                            |  |
|                                           |                                             | Anna Maria di Fürstenberg                         | Egon VIII di Fürstenberg-Heiligenberg                 |  |  |       |  |  |                                |  |  |                            |  |
|                                           |                                             | Anna Maria di Fürstenberg                         | Egon VIII di Fürstenberg-Heiligenberg                 |  |  |       |  |  |                                |  |  |                            |  |
|                                           |                                             | Anna Maria di Fürstenberg                         | Anna Maria di Hohenzollern-Hechingen                  |  |  |       |  |  |                                |  |  |                            |  |
| Carlo Borromeo del Liechtenstein          |                                             | Anna Maria di Fürstenberg                         |                                                       |  |  |       |  |  |                                |  |  |                            |  |
|                                           | Francesco Adamo di Dietrichstein-Hollenburg | Sigismondo Ludovico di Dietrichstein-Hollenburg   |                                                       |  |  |       |  |  |                                |  |  |                            |  |
|                                           | Francesco Adamo di Dietrichstein-Hollenburg | Sigismondo Ludovico di Dietrichstein-Hollenburg   |                                                       |  |  |       |  |  |                                |  |  |                            |  |
|                                           | Francesco Adamo di Dietrichstein-Hollenburg | Anna Maria di Meggau                              |                                                       |  |  |       |  |  |                                |  |  |                            |  |
| Carlo Ludovico di Dietrichstein           | Francesco Adamo di Dietrichstein-Hollenburg |                                                   |                                                       |  |  |       |  |  |                                |  |  |                            |  |
|                                           |                                             | Maria Cecilia di Trauttmansdorff                  | Giorgio Cristoforo di Trauttmansdorff                 |  |  |       |  |  |                                |  |  |                            |  |
|                                           |                                             | Maria Cecilia di Trauttmansdorff                  | Giorgio Cristoforo di Trauttmansdorff                 |  |  |       |  |  |                                |  |  |                            |  |
|                                           |                                             | Maria Cecilia di Trauttmansdorff                  | Maria Rosalia di Rindsmaul                            |  |  |       |  |  |                                |  |  |                            |  |
| Antonia di Dietrichstein-Weichselstädt    |                                             | Maria Cecilia di Trauttmansdorff                  |                                                       |  |  |       |  |  |                                |  |  |                            |  |
|                                           |                                             | Giorgio Sigismondo di Trauttmansdorff             | Giovanni Massimiliano di Trauttmansdorff-Gleichenberg |  |  |       |  |  |                                |  |  |                            |  |
|                                           |                                             | Giorgio Sigismondo di Trauttmansdorff             | Giovanni Massimiliano di Trauttmansdorff-Gleichenberg |  |  |       |  |  |                                |  |  |                            |  |
|                                           |                                             | Giorgio Sigismondo di Trauttmansdorff             | Mária Sofia Pálffy von Erdöd                          |  |  |       |  |  |                                |  |  |                            |  |
| Maria Teresa Anna di Trauttmansdorff      |                                             | Giorgio Sigismondo di Trauttmansdorff             |                                                       |  |  |       |  |  |                                |  |  |                            |  |
|                                           |                                             | Renata di Wildenstein                             | Giovanni Francesco di Wildenstein                     |  |  |       |  |  |                                |  |  |                            |  |
|                                           |                                             | Renata di Wildenstein                             | Giovanni Francesco di Wildenstein                     |  |  |       |  |  |                                |  |  |                            |  |
|                                           |                                             | Renata di Wildenstein                             | Barbara Costanza Scheidt di Leitersdorf               |  |  |       |  |  |                                |  |  |                            |  |
|                                           |                                             | Renata di Wildenstein                             |                                                       |  |  |       |  |  |                                |  |  |                            |  |